# Библиотека (Аватар: Легенда об Аанге)
«Библиотека» (англ. The Library) — десятый эпизод второго сезона американского мультсериала «Аватар: Легенда об Аанге».

## Сюжет
Аанг устаёт от повседневных тренировок и хочет отдохнуть. Катара предлагает отправиться к Туманному Оазису. Аанг говорит, что бывал там раньше, но когда они прибывают туда, то видят, что всё изменилось. Из прекрасного чистого места он стал грязной частью пустыни. Команда Аватара подходит к харчевне, у входа которой местные плюют Сокке под ноги. Внутри они знакомятся с профессором Зеем. Он рассказывает им про великую библиотеку Ван Ши Тонга. Команда решает найти её, летя над пустыней на Аппе. Они возвращаются к бизону и видят тех же людей, которые были у входа в закусочную, и отгоняют их от Аппы.
Команда летит над пустыней, и Сокка замечает башню. Они приземляются, но не уверены, что это библиотека. Однако когда туда через окно проникает непонятное животное, которое является помощником духа, создавшего библиотеку, то понимают, что это она. Команда решается спуститься вниз. Сверху остаются лишь Аппа и Тоф. Внутри команду встречает огромная сова, дух Ван Ши Тонг. Сначала он не хочет их пускать, так как больше не доверяет людям из-за того, что те используют его знания во зло, но Аватар обещает, что они не замышляют ничего плохого. Дух просит что-нибудь пожертвовать в его фонд, а после пропускает их. Тем временем Тоф общается с Аппой в пустыне.
Сокка узнаёт о некоем «чёрном дне» племени Огня. Помощница Ван Ши Тонга хочет помочь им и отводит в планетарий. Сокка вводит дату из свитка, и они обнаруживают, что это был день затмения, который ослабляет народ Огня. Они вспоминают, что при Осаде Севера племя Огня также было ослаблено из-за затмения. Теперь они знают, что делать. Их замечает Ван Ши Тонг и хочет наказать за злоупотребление его доверием и знаниями. Он начинает топить свою библиотеку глубоко в пески и охотится за командой Аватара. Когда Тоф замечает, что библиотека уходит вниз, то всеми силами её удерживает. Добравшись до выхода, Сокка говорит, что им всё ещё нужно знать следующую дату затмения, а узнать её можно только здесь. С Аангом они снова возвращаются в планетарий, а Катара бежит к выходу. Тем временем к библиотеке подъезжают бандиты из Туманного Оазиса и хотят похитить Аппу. Аанг и Сокка проверяют дни до падения Кометы Созина и узнают, что до следующего затмения пара месяцев. Тоф пытается помешать злодеям похитить бизона, отпустив библиотеку, но та быстро начинает уходить под землю, и она снова держится за неё. Сокка спасает Катару от Ван Ши Тонга, вырубив духа, и они собираются уходить, но профессор Зей решает остаться в библиотеке, со знаниями которой может провести вечность. Вернувшись на поверхность, Аанг узнаёт горькую правду об Аппе.

## Отзывы

Динамика оценок IGN к эпизодам 2 сезона мультсериала

Макс Николсон из IGN поставил эпизоду оценку 8,8 из 10 и выделил, что «Ван Ши Тонг является одним из его любимых духов в мире Аватара». Он написал, что «в дополнение к своему странному чувству юмора, сова-хранитель прекрасно иллюстрирует безразличие духов к человеческим делам, даже когда они на стороне добра». Рецензент отметил, что «воспоминание об адмирале Джао было умным способом оправдать подозрения Ван Ши Тонга в отношении людей, и позже он оказался прав, когда обнаружил, что Аанг делает в его планетарии». В завершении критик добавил, что «в некотором смысле Ван Ши Тонг на самом деле не „плохой парень“, а просто нейтральная сторона в грандиозном замысле войны». В конце рецензии Николсон похвалил работу Гектора Элизондо и Рафаэля Сбарджа, принимавших участие в эпизоде.
Хайден Чайлдс из The A.V. Club посчитал, что было «немного глупо, что пока вся библиотека рушится, Аанг и Сокка успевают пробежать в планетарий и выполнить необходимые действия, чтобы вручную просмотреть каждый божий день». Он написал, что «даже если им потребуется всего одна минута, чтобы отрегулировать колесо и потянуть за рычаг, а затем планетарий перейдёт в ночной цикл — это добрые 60 минут, которые эпизоды уносят с собой монтажом». Однако несмотря на нюансы, рецензент подметил, что «сам планетарий — фантастическая идея». Чайлдс также добавил, что «решение Тоф спасти команду, пожертвовав Аппой, — тоже очень сложная последовательность действий».
Screen Rant поставил серию на 10 место в топе лучших эпизодов 2 сезона мультсериала по версии IMDb, а CBR — на 9 место в таком же списке.